# The Call of the Open Range
The Call of the Open Range est un film muet américain réalisé par Allan Dwan et sorti en 1911.

## Synopsis
Sur les plateaux des Montagnes Rocheuses vit la famille Warner. Le fils Ed ne se satisfait pas de cette existence isolée. Son obsession est de descendre vers la vallée et de se joindre aux cowboys qui conduisent les troupeaux...

## Fiche technique
- Réalisation : Allan Dwan
- Genre : Western
- Production : American Film Company
- Date de sortie : États-Unis : 3 juillet 1911

## Distribution
- J. Warren Kerrigan : Ed Warner
- Pauline Bush : Mamie Marvin
- Jack Richardson
- Louise Lester